# Grand Prix Formule 1 van België 1996
De Grand Prix Formule 1 van België 1996 werd gehouden op 25 augustus 1996 op Spa-Francorchamps.

## Uitslag
| Pos. | Nr. | Coureur               | Constructeur       | Rondes | Tijd / Oorzaak uitval | Grid | Punten |
| ---- | --- | --------------------- | ------------------ | ------ | --------------------- | ---- | ------ |
| 1    | 1   | Michael Schumacher    | Ferrari            | 44     | 1:28:15.125           | 3    | 10     |
| 2    | 6   | Jacques Villeneuve    | Williams-Renault   | 44     | + 5.602               | 1    | 6      |
| 3    | 7   | Mika Häkkinen         | McLaren-Mercedes   | 44     | + 15.710              | 6    | 4      |
| 4    | 3   | Jean Alesi            | Benetton-Renault   | 44     | + 19.125              | 7    | 3      |
| 5    | 5   | Damon Hill            | Williams-Renault   | 44     | + 29.179              | 2    | 2      |
| 6    | 4   | Gerhard Berger        | Benetton-Renault   | 44     | + 29.896              | 5    | 1      |
| 7    | 19  | Mika Salo             | Tyrrell-Yamaha     | 44     | + 60.754              | 13   |        |
| 8    | 18  | Ukyo Katayama         | Tyrrell-Yamaha     | 44     | + 100.227             | 17   |        |
| 9    | 16  | Ricardo Rosset        | Arrows-Hart        | 43     | + 1 Ronde             | 18   |        |
| 10   | 20  | Pedro Lamy            | Minardi-Ford       | 43     | + 1 Ronde             | 19   |        |
| DNF  | 8   | David Coulthard       | McLaren-Mercedes   | 37     | Spin                  | 4    |        |
| DNF  | 12  | Martin Brundle        | Jordan-Peugeot     | 34     | Motor                 | 8    |        |
| DNF  | 2   | Eddie Irvine          | Ferrari            | 29     | Versnellingsbak       | 9    |        |
| DNF  | 11  | Rubens Barrichello    | Jordan-Peugeot     | 29     | Ophanging             | 10   |        |
| DNF  | 10  | Pedro Diniz           | Ligier-Mugen-Honda | 22     | Elektrisch probleem   | 15   |        |
| DNF  | 17  | Jos Verstappen        | Arrows-Hart        | 11     | Ongeluk               | 16   |        |
| DNF  | 15  | Heinz-Harald Frentzen | Sauber-Ford        | 0      | Botsing               | 11   |        |
| DNF  | 14  | Johnny Herbert        | Sauber-Ford        | 0      | Botsing               | 12   |        |
| DNF  | 9   | Olivier Panis         | Ligier-Mugen-Honda | 0      | Botsing               | 14   |        |
| DNQ  | 21  | Giovanni Lavaggi      | Minardi-Ford       |        | Niet gekwalificeerd   |      |        |

## Statistieken
| Pole-position | Jacques Villeneuve | Williams-Renault | 1:50.574 |
| Snelste ronde | Gerhard Berger     | Benetton-Renault | 1:53.067 |

## Noot
- Dit was de tiende podiumplaats voor Jacques Villeneuve.

1925 · 1930 · 1931 · 1933 · 1934 · 1935 · 1937 · 1939 · 1947 · 1949 · 1950 · 1951 · 1952 · 1953 · 1954 · 1955 · 1956 · 1958 · 1960 · 1961 · 1962 · 1963 · 1964 · 1965 · 1966 · 1967 · 1968 · 1970 · 1972 · 1973 · 1974 · 1975 · 1976 · 1977 · 1978 · 1979 · 1980 · 1981 · 1982 · 1983 · 1984 · 1985 · 1986 · 1987 · 1988 · 1989 · 1990 · 1991 · 1992 · 1993 · 1994 · 1995 · 1996 · 1997 · 1998 · 1999 · 2000 · 2001 · 2002 · 2004 · 2005 · 2007 · 2008 · 2009 · 2010 · 2011 · 2012 · 2013 · 2014 · 2015 · 2016 · 2017 · 2018 · 2019 · 2020 · 2021 · 2022 · 2023 · 2024 · 2025 · 2026 · 2027 · 2029 · 2031